# Spoliarium (pintura)
Spoliarium és una pintura de l'artista filipí Juan Luna. Amb aquella obra obtingué el primer premi de la l'Exposición Nacional de Madrid de 1884. Fou exposada a la Sala Parés de Barcelona el 1886. Va esdevenir un gran reclam per al públic, les cues arribaren fins a la Rambla i es calcula que visitaren l'exposició 60.000 persones. El captivament que va exercir l'obra entre els ciutadans va permetre que per subscripció popular fòs adquirit per a la Diputació Provincial de Barcelona per 20.000 pessetes del 1886. Actualment es troba al Museu Nacional de les Filipines com a obsequi del règim franquista al president de les Filipines. El llenç representa un spoliarium romà, on els cossos dels gladiadors morts estan sent ficats sense ordre en un espai fosc, probablement per a ser dipositats en un munt més gran de cadàvers.
Aquesta pintura era tota una síntesi d'una època, d'una història, de la civilització d'un poble. Va emprar en l'execució del quadre vuit mesos, sense dedicar-se a res més, sense “aixecar” la mà de l'obra que abans de portar-la per a l'Exposició Nacional de Belles Arts de 1884 a Madrid, va ser celebrada amb gran entusiasme a Roma. A Madrid va obtenir una medalla d'or. La premsa nacional i estrangera diu unànimement d'ell: Luna comença per on conclouen els seus mestres En 1886 aquest quadre va ser venut a la Diputació Provincial de Barcelona per 20.000 pessetes. El 16 de gener de 1958, va ser regalat pel Govern Espanyol a la República de les Filipines. En l'actualitat penja a la galeria principal en la planta baixa del Museu Nacional de les Filipines, i és l'obra d'art que rep als visitants en entrar en el museu.
| « | Spoliarium, Luna amb els seus cadàvers sagnants de gladiadors esclaus que són arrossegats fora de la sorra on havien entretingut als seus opressors romans amb les seves vides... despullats de tot per satisfer el menyspreu lasciu dels seus perseguidors romans..." i trasllada l'assumpte a la situació del poble filipí... "encarnava l'essència de la nostra vida social, moral i política, el nostre calvari, la humanitat no redimida raó, i l'idealisme en lluita oberta contra el prejudici, el fanatisme i la injustícia..." | » |